# Ла-Шо-дю-Мільйо
Ла-Шо-дю-Мільйо (фр. La Chaux-du-Milieu) — громада в Швейцарії в кантоні Невшатель.

## Географія
Громада розташована на відстані близько 60 км на захід від Берна, 18 км на захід від Невшателя.
Ла-Шо-дю-Мільйо має площу 17,3 км², з яких на 2,5 % дозволяється будівництво (житлове та будівництво доріг), 49 % використовуються в сільськогосподарських цілях, 48,4 % зайнято лісами, 0,2 % не є продуктивними (річки, льодовики або гори).

## Демографія
2019 року в громаді мешкало 496 осіб (+6,9 % порівняно з 2010 роком), іноземців було 4 %. Густота населення становила 29 осіб/км².
За віковим діапазоном населення розподілялося таким чином: 26,6 % — особи молодші 20 років, 54,2 % — особи у віці 20—64 років, 19,2 % — особи у віці 65 років та старші. Було 188 помешкань (у середньому 2,6 особи в помешканні).
Із загальної кількості 98 працюючих 59 було зайнятих в первинному секторі, 22 — в обробній промисловості, 17 — в галузі послуг.